# Бисмут
Бисмутът (Bi) (от латински: Bismuthum) е химичен елемент от група 15 на периодичната система. Той е сребристо-кафяв, изключително слабо радиоактивен крехък метал с лек розов оттенък. В сух въздух е химически устойчив. При загряване реагира с кислород (Bi2O3), халогени, азотна киселина, алкални основи.
Самородният бисмут се среща в минералите бисмутинит Bi2S3, бисмутит (BiO)2CO3 и др.

## Находища
| Място | Държава   | Добиване | Преработка |
| ----- | --------- | -------- | ---------- |
| 1     | Китай     | 3000     | 8500       |
| 2     | Мексико   | 1180     | 1180       |
| 3     | Перу      | 950      | 600        |
| 4     | Канада    | 190      | 250        |
| 5     | Казахстан | 140      | 115        |
| 6     | Боливия   | 70       | 3          |
| 7     | Русия     | 55       | 11         |
| 8     | България  | 40       | 35         |
| 9     | Румъния   | 40       | 30         |
| 10    | Белгия    | -        | 800        |
| 11    | Япония    | –        | 510        |
| 12    | Италия    | –        | 5          |

## Получаване
Бисмутът се получава при взаимодействие на сулфида му с желязо:
{\displaystyle {\ce {Bi2S3 + 3Fe->2Bi + 3FeS}}},
или при последователно провеждане на процесите:
{\displaystyle {\ce {2Bi2S3 + 9O2->2Bi2O3 + 6SO2 ^}}};
{\displaystyle {\ce {Bi2O3 + 3C->2Bi + 3CO ^}}}.

## Свойства

### Физични свойства
Метал със сиво-кафяв до сиво-розов цвят и метален блясък, в твърдо агрегатно състояние. Бисмутът няма алотропни форми.
Металните му характеристики са много по-ясно изразени, в сравнение с арсена и антимона. Бисмутът е един от тези метали, които подобно на германий и галий увеличават обема си при втвърдяване (+3,3%). Бавното втвърдяване води до образуването на много характерни едри кристали. За разлика от повечето метали, електрическото му съпротивление е по-голямо в твърдо състояние отколкото в течно.

### Химични свойства
С металите образува сплави, за разлика от другите елементи в група 15, които образуват соли. Проявява както окислителни, така и редукционни свойства. С кислорода реагира при нагряване. Водородното му съединение BiH3 (бисмутин) е нестабилно, защото при стайна температура се разпада.

## Изотопи
Най-разпространеният изотоп на бисмута (209Bi) проявява изключително слаба радиоактивност.
| Изотоп | Честота | Период на полуразпад | Тип разпад | Енергия на разпада МeV | Продукт на разпада |
| ------ | ------- | -------------------- | ---------- | ---------------------- | ------------------ |
| 205Bi  | синт.   | 15,31 д.             | ε          | 2,708                  | 205Pb              |
| 206Bi  | синт.   | 6,243 д.             | ε          | 3,758                  | 206Pb              |
| 207Bi  | синт.   | 31,55 г.             | ε          | 2,399                  | 207Pb              |
| 208Bi  | синт.   | 3.368.000 г.         | ε          | 2,880                  | 208Pb              |

## Приложение
Използва се за леснотопими сплави, печатарски сплави и сплави за мощни постоянни магнити; стопеният бисмут – като топлоносител в ядрената енергетика; съединенията му – за пигменти, свързващи вещества, антисептични средства и медикаменти.
До 1975 г. основния пазар за бисмута е бил във фармацевтичните продукти, които използвали около 40 % от произведения бисмут. Франция е била един от основните потребители с около 1000 тона годишно. Малки количества били използвани при лечението на диария, а по-големи – при запек. Много инциденти, някои фатални, довели до въвеждане на забрана от френските власти за употребата на бисмут във фармацевтичната индустрия в страната, а това от своя страна довело до срив на пазара му. Малки количества бисмут продължават да бъдат предписвани в други страни – САЩ и Азия. Използва се при лечението на диария и стомашни киселини. Не много отдавна е било установено, че бисмутовият нитрат [Bi(NO3)3] в комбинация с антибиотик е ефикасно средство срещу бактериите, причиняващи стомашни язви.
В днешно време, фармацевтичният сектор отчита консумация на бисмут от 10 до 15 %.
През 16 век е бил използван от художниците като бял основен пигмент, а промишленото производство на метала е започнало в Саксония през около 1830 година.